# تانيا هيوز
تانيا هيوز (بالإنجليزية: Tanya Hughes)‏ هي منافسة ألعاب القوى أمريكية، ولدت في 25 يناير 1972.

## وصلات خارجية
- تانيا هيوز على موقع الاتحاد الدولي لألعاب القوى (الإنجليزية)
- تانيا هيوز على موقع أوليمبيديا (الإنجليزية)